# Rompehielos

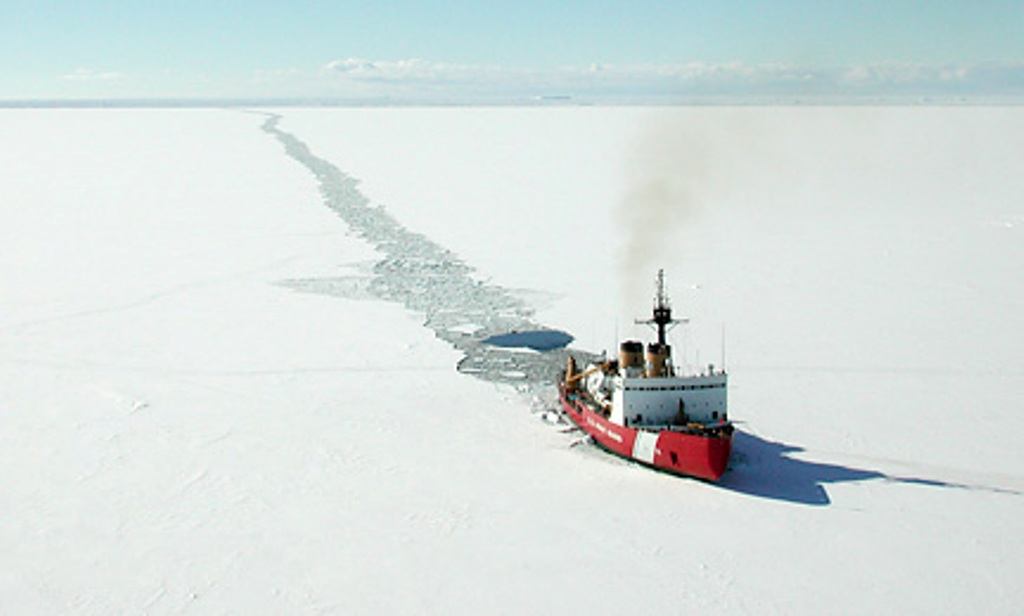
Rompehielos estadounidense Polar Sea.

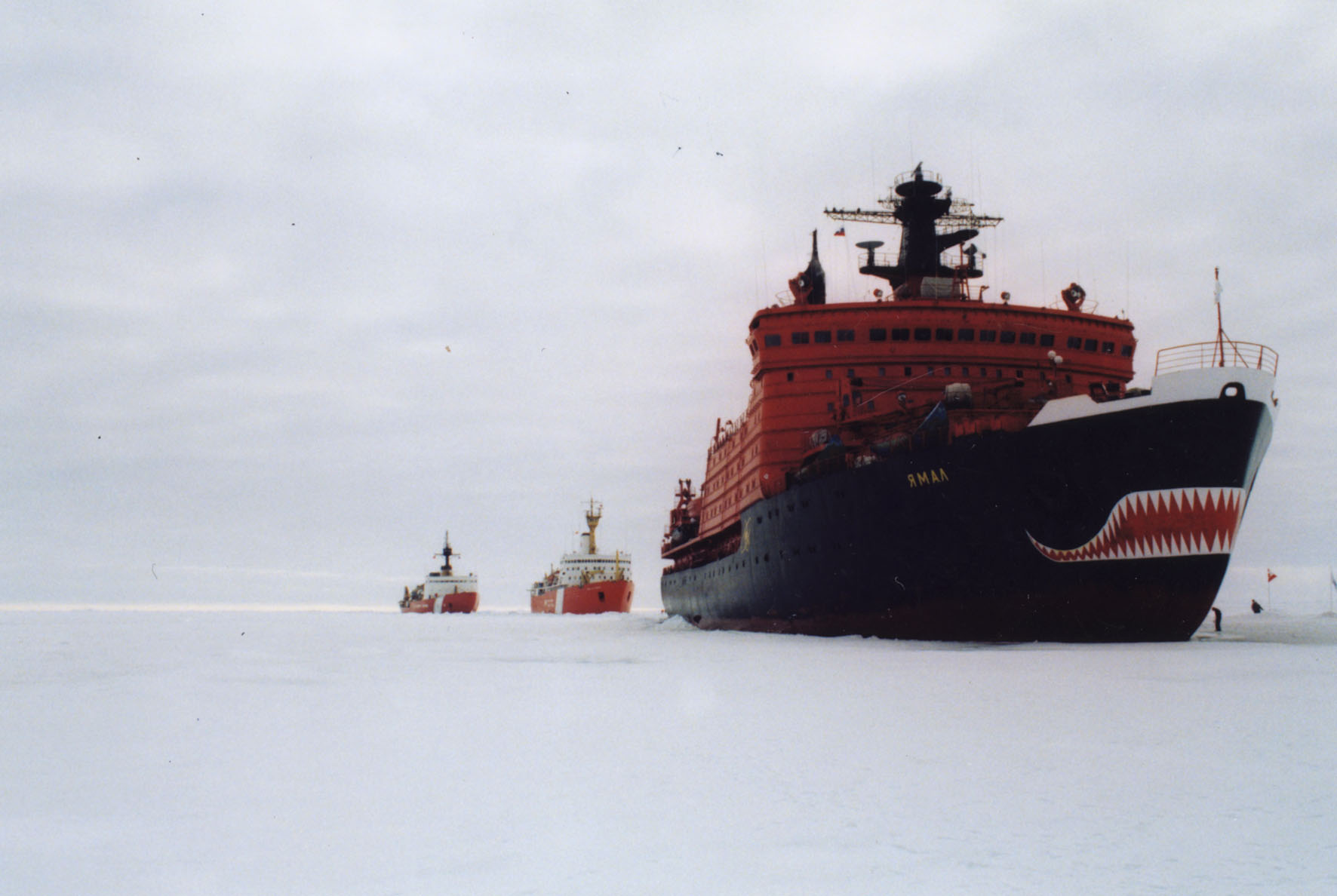
Tres rompehielos: el ruso Yamal, el canadiense CCG Louis St. Laurent y el estadounidense USCG Polar Sea en el ártico el 1 de agosto de 1994.

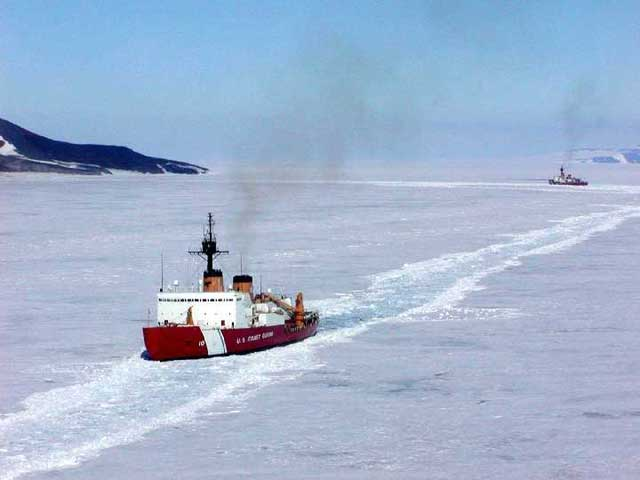
Rompehielos de la Guardia Costera de Estados Unidos cerca de la Base McMurdo, febrero de 2002.

Un rompehielos es un barco especial diseñado para moverse y navegar a través de mares y ríos cubiertos por una capa de hielo de grosor variable.
Para que un barco sea considerado rompehielos requiere de tres peculiaridades: un casco especial reforzado, una forma del casco que le facilite dispersar el hielo y un motor con la potencia necesaria para abrirse paso. Un barco normal con un casco sin reforzar correrá riesgo si choca contra el hielo, por muy suave que sea el golpe. Los rompehielos consiguen fragmentar el hielo gracias a su momento y la fuerza para presionar el hielo con su proa. El peso del navío oprime el hielo, el cual no lo soporta, se agrieta y se rompe en pedazos. Un casco especialmente diseñado para rompehielos debe dirigir los fragmentos a los lados del navío o hacia abajo, para facilitar el avance del barco. Una alta concentración de trozos de hielo detendrá el barco, antes de que estos se rompan. 
Lo esencial para un barco rompehielos es la habilidad para propulsarse a pesar del hielo, romperlo y separar los fragmentos dejando una estela a su paso.

## Algunos rompehielos

### Alemania

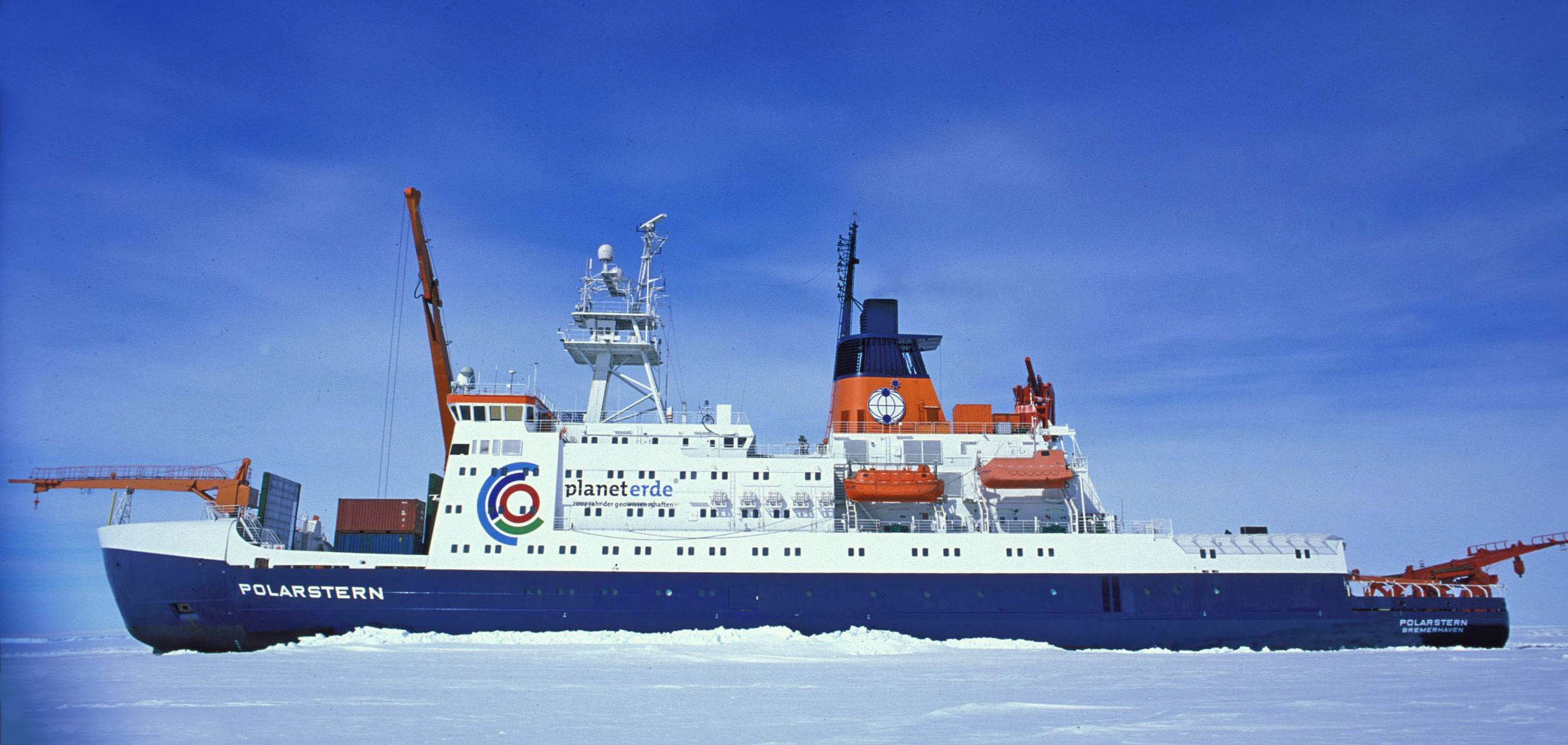
Rompehielos de investigación alemán PFS Polarstern.

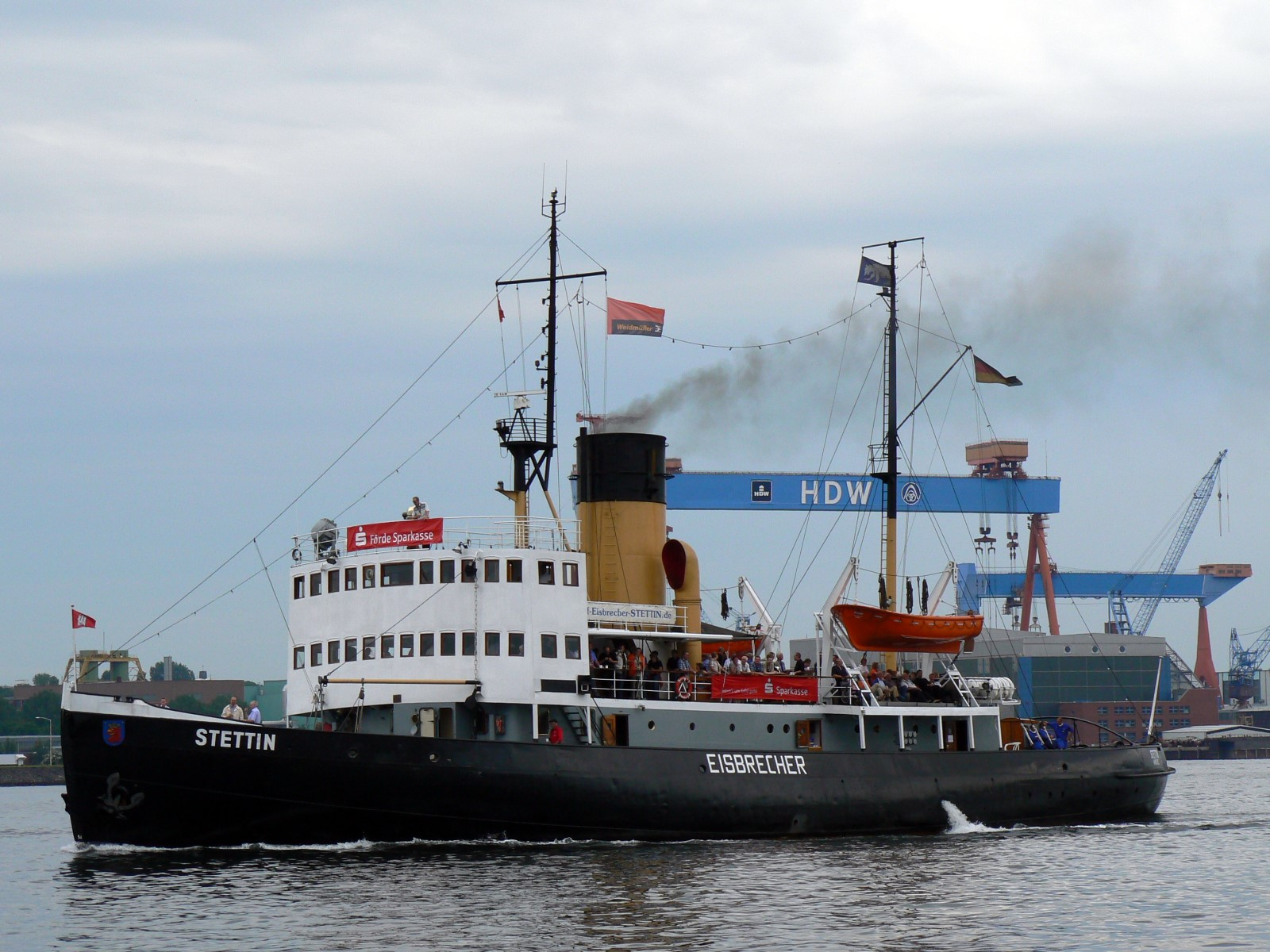
Rompehielos alemán Stettin.

- PFS Polarstern
- Stettin

### Argentina

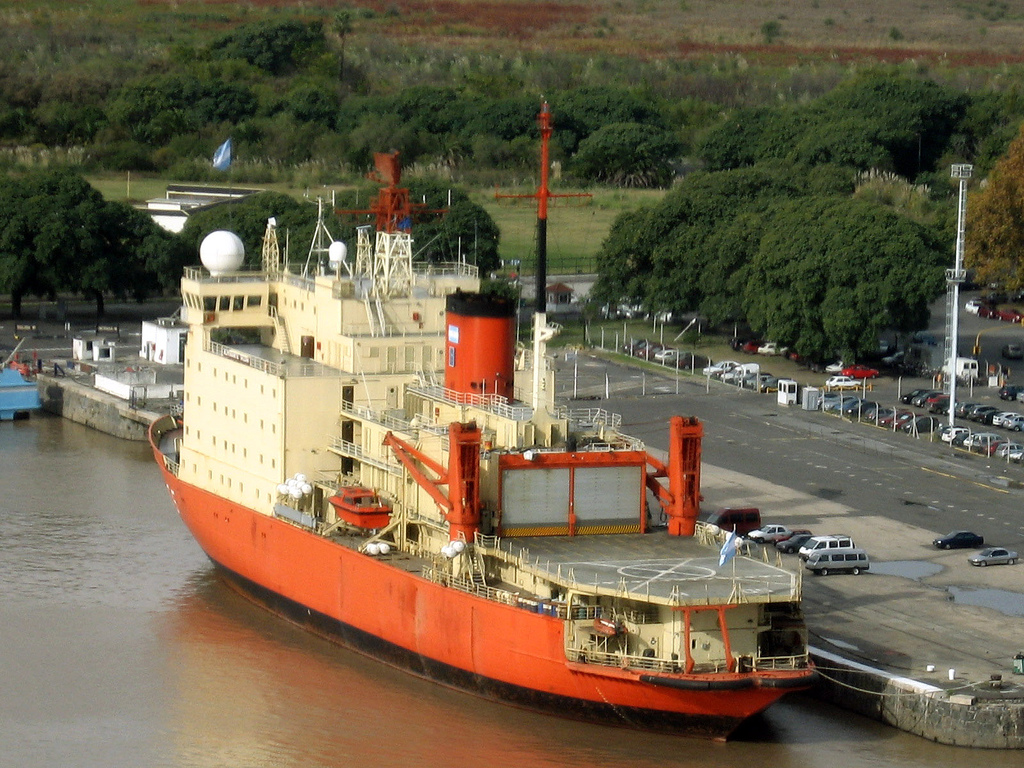
Rompehielos, Argentina.

#### Marina
- ARA Almirante Irízar

#### Comercial
- MV Ushuaia

### Australia
- Aurora Australis

### Canadá

#### Guardacostas
- Rompehielos pesado CCGS Louis S. St-Laurent
- Rompehielos pesado CCGS Terry Fox
- Rompehielos CCGS Alexander Henry
- Rompehielos CCGS Amundsen
- Rompehielos CCGS Des Groseilleirs
- Rompehielos CCGS Henry Larsen
- Rompehielos CCGS Labrador (dado de baja)
- Rompehielos CCGS Pierre Radisson
- Rompehielos CCGS Sir John Franklin
- Rompehielos ligero CCGS Samuel Risley
- Rompehielos ligero CCGS Ann Harvey
- Rompehielos ligero CCGS Edward Cornwallis
- Rompehielos ligero CCGS George R. Pearkes
- Rompehielos ligero CCGS Griffon
- Rompehielos ligero CCGS J.E. Bernier
- Rompehielos ligero CCGS Martha L. Black
- Rompehielos ligero CCGS Sir Wilfred Laurier
- Rompehielos ligero CCGS Sir William Alexander
- Rompehielos ligero CCGS Earl Grey
- Rompehielos ligero CCGS Bartlett
- Rompehielos ligero CCGS Provo Wallis
- Rompehielos ligero CCGS Simco
- Rompehielos ligero CCGS Tracy
- Rompehielos ligero CCGS Cygnus
- Rompehielos ligero CCGS Leonard J. Cowley
- Rompehielos ligero CCGS Sir Wilfred Grenfell

#### Marina
- MV Caribou (Gulfspan ferry)
- MV Joseph and Clara Smallwood (Gulfspan ferry)

Dept. de Transporte de Terranova y Labrador
- MV Northern Ranger

Ontario Hydro
- Niagara Queen II

FedNav
- MV Arctic

#### Otros
- Rompehielos Arctic Kalvik

### Chile
- Rompehielos (Almirante Óscar Viel)
- Almirante Óscar Viel (AP-46)

### Estados Unidos

#### de laFundación Nacional de Ciencias
- Nathaniel B. Palmer

#### Guardacostas
- Rompehielos pesado USCGC Healy (WAGB-20)
- Rompehielos pesado USCGC Polar Star (WAGB-10)
- Rompehielos pesado USCGC Polar Sea (WAGB-11)

### España
- BIO  Hespérides (A-33)

### Finlandia

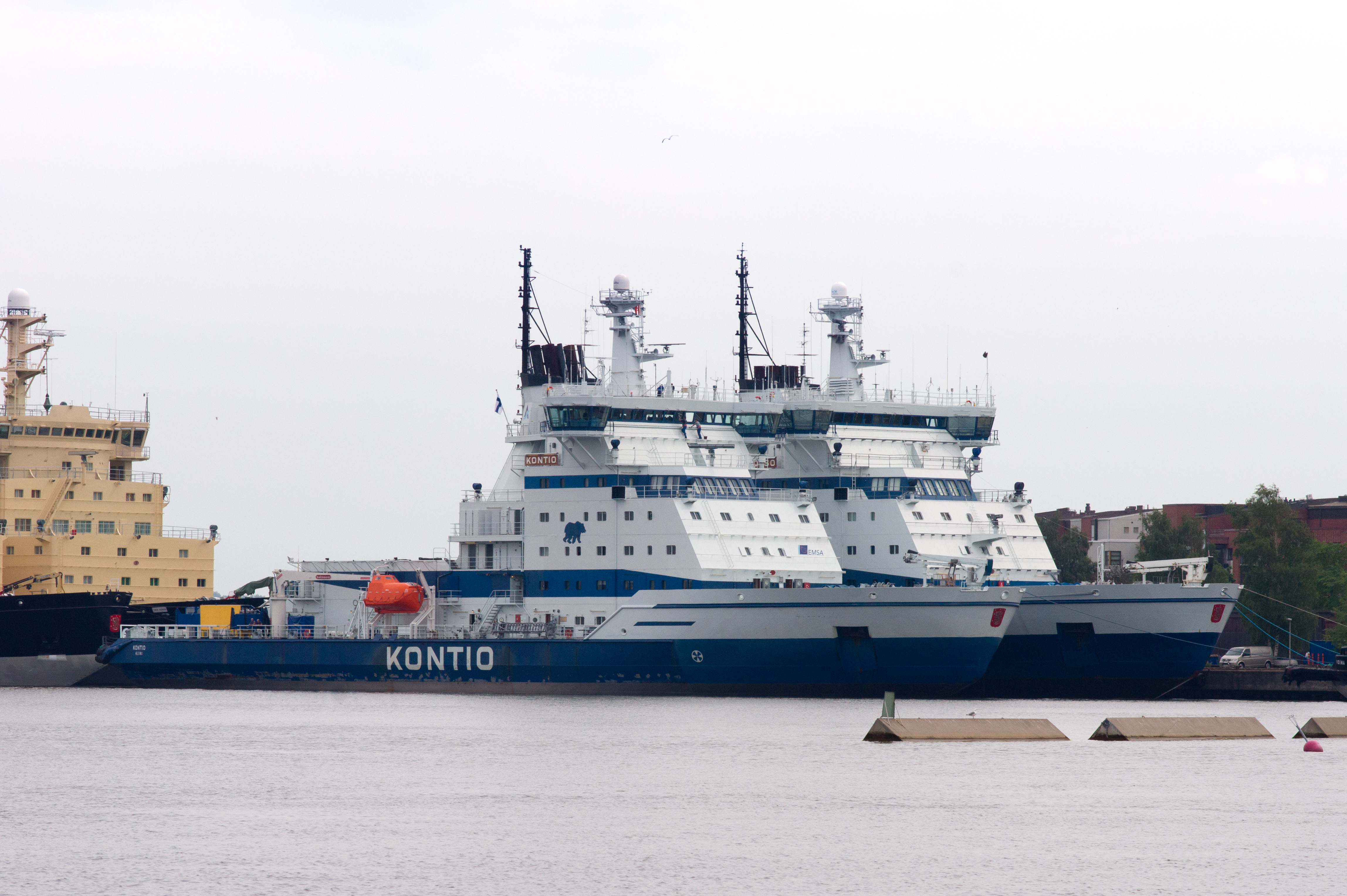
Rompehielos finlandeses Kontio y Otso en julio de 2010 en Helsinki — ambos nombres significan «oso».

#### Marina
- MS Fennica
- MS Nórdica
- MS Kontio
- Jääkarhu

#### Comercial
- MS Sampo
- MT Tempera y MT Mastera

### Francia
- L'Astrolabe
- Le marion drufresne
- La curieuse

### Internacional
- Greenpeace
  - MV Arctic Sunrise

### Japón
- Rompehielos (Shiraze)
- Rompehielos (Sōya)

### Perú

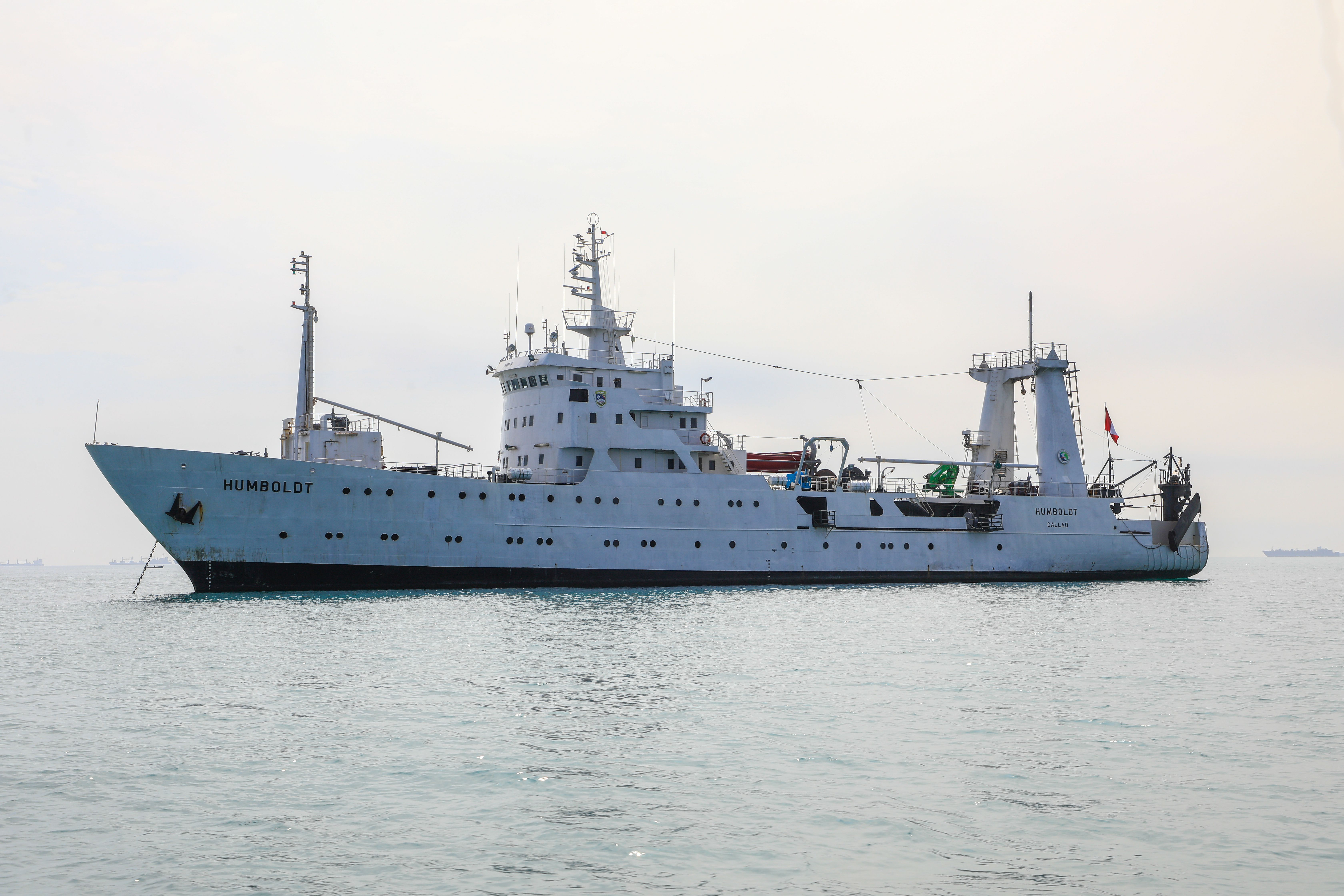
Rompehielos BIC Humboldt, Perú.

- BAP Carrasco (BOP-171)
- BIC Humboldt

### Rusia

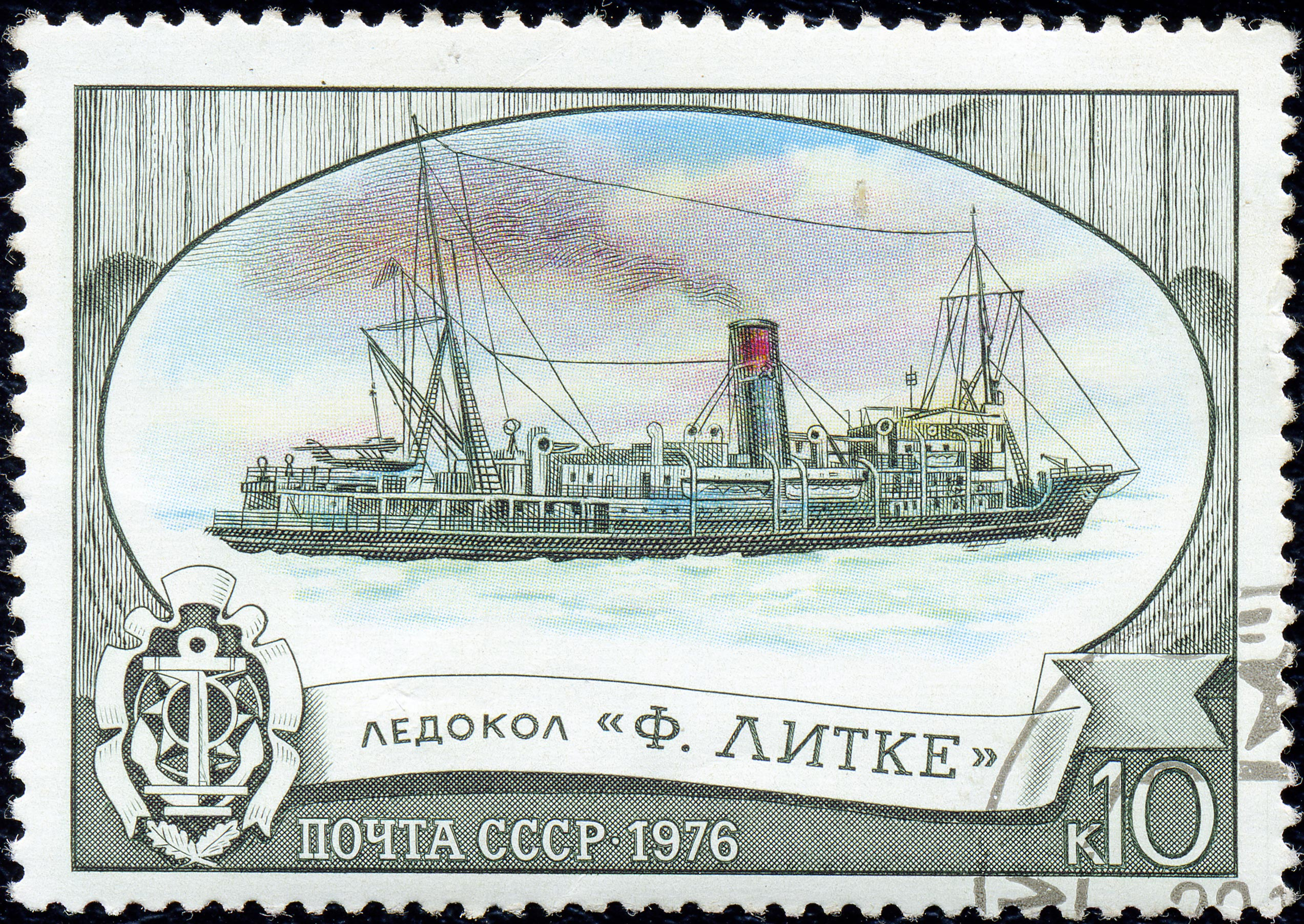
rompehielos «Fiodor Lütke» 1909

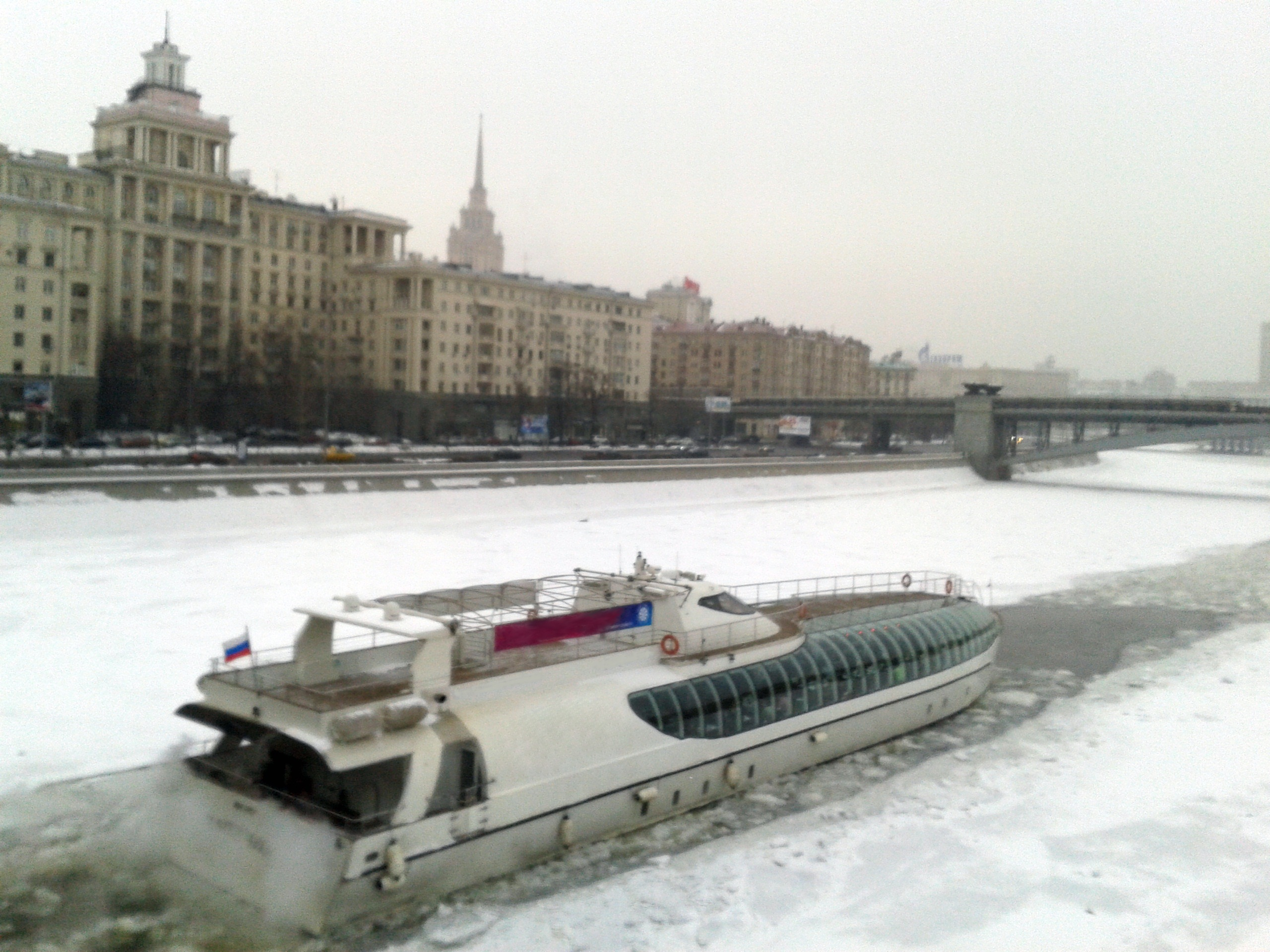
Un rompehielos fluvial navegando en el Río Moscova.

- Kapitan Dranitsyn
- Kapitan Khlebnikov
- Krasin
- Rompehielos San Alexander Nevsky
- Rompehielos Yermak
- Rompehielos Vladimir Ignatyuk (antes Rompehielos Arctic Kalvik)

#### Rompehielos nucleares
- Rompehielos Lenin
- Rompehielos Arctic (Rompehielos Arktika)
- NS Yamal

### Suecia
- Ale
- Atle
- Frej
- Oden
- Ymer
- SS Sankt Erik